# Duane Thomas (Boxer)
Duane Thomas (* 1. Februar 1961 in Detroit, USA; † 13. Juni 2000 ebenda) war ein US-amerikanischer Boxer. Von Dezember 1986 bis Juli 1987 war er Weltmeister der World Boxing Council (WBC) im Halbmittelgewicht.

## Boxkarriere
Thomas begann im Alter von 14 Jahren im Lasky Recreation Center von Detroit mit dem Boxsport und gewann 76 von 82 Amateurkämpfen, ehe er in das Profilager wechselte und dabei im Detroiter Kronk Gym von Don Thibodeaux betreut wurde. Nach 16 Siegen in Folge verlor er im April 1982, nach Punkten führend, aufgrund einer Cutverletzung durch TKO gegen Buster Drayton, gewann jedoch im Anschluss wieder 12 Kämpfe in Folge, darunter gegen Sumbu Kalambay. Er konnte daraufhin, als Nummer 2 des Verbandes gegen die Nummer 1, John Mugabi (Bilanz: 25-1, 25 K.o.) um den vakanten WBC-Weltmeistertitel im Halbmittelgewicht antreten und siegte durch TKO in Runde 3.
Am 12. Juli 1987 verlor er den Gürtel im ersten Verteidigungskampf durch eine Punktniederlage an Lupe Aquino und verlor einen weiteren Kampf um den Titel am 3. Januar 1988 durch TKO gegen Gianfranco Rosi. 1989 beendete er seine Karriere, bestritt jedoch am 8. April 2000 im Alter von 39 Jahren einen weiteren Kampf.

## Tod
Am 13. Juni 2000 wurde Thomas vor einem Geschäftslokal in Detroit erschossen.